# Serengetimys pernanus
Serengetimys pernanus is een knaagdier uit het geslacht Serengetimys dat voorkomt in Rwanda, Noord-Tanzania en Zuidwest-Kenia. De verwantschappen van deze soort zijn onduidelijk: in vroegere classificaties werd hij soms in Myomys geplaatst, latere morfometrische analyses gaven aan dat het mogelijk een zeer kleine Mastomys-soort is, en recente genetische gegevens geven aan dat de soort verwant is aan Hylomyscus en Heimyscus. Uiteindelijk is de soort in een eigen geslacht geplaatst: Serengetimys.